# Карапетян, Сергей Исаевич
Сергей Исаевич Карапетян (15 января 1899, Кизыл-Арват, Закаспийская область, Туркестанский край, Российская империя — 9 февраля 1954, Ереван, СССР) — советский военачальник, гвардии генерал-майор (01.10.1942).

## Биография
Родился 15 января 1899 года в городе Кызыл-Арват (ныне — город Гызыларбат, Балканский велаят, Туркмения). Армянин.

### Гражданская война
В сентябре 1918 года добровольно вступил в РККА в Москве и был зачислен в 44-й рабочий резервный полк Московского городского района, где служил писарем роты и заведующим складом. С сентября 1919 года по июнь 1920 года был помощником командира эскадрона 49-й стрелковой дивизии 1-й армии Восточного фронта. В сентябре — октябре дивизия входила в состав Оренбургского УРа, затем в Илецкую группу войск. С июня 1920 года по декабрь 1921 года учился на 3-х Оренбургских кавалерийских курсах. Член РКП(б)с 1920 года.

### Межвоенные годы
С декабря 1921 года, после окончания курсов, в течение 10 лет проходил службу в Закавказье в Армянском кавалерийском полку Армянской кавалерийской дивизии ККА. В его составе исполнял должности командира взвода, командира пулеметного эскадрона, пом. начальника штаба полка. В период с декабря 1922 года по июль 1923 года находился на учебе на повторных кавалерийских курсах в городе Тифлис, а с сентября 1924 года по август 1925 года — на кавалерийских КУКС РККА в Ленинграде.
В мае 1931 года Карапетян был зачислен слушателем в Военную академию РККА им. М. В. Фрунзе, окончив которую в мае 1934 года назначен начальником 5-го отдела штаба 12-го стрелкового корпуса ПриВО в городе Саратов. В марте 1935 года был переведен в ЗакВО помощником начальника 5-го отдела штаба округа. С мая временно исполнял должность командира Ленинаканского кавалерийского полка 2-й Кавказской кавалерийской дивизии, с февраля 1936 года командовал 22-м Армянским горнокавалерийским полком 17-й Краснознаменной кавалерийской дивизии.
В июне 1938 года майор Карапетян был переведен в БОВО на должность командира 45-го кавалерийского полка 11-й кавалерийской дивизии 6-го кавалерийского корпуса. В сентябре 1939 года командиром 100-го кавалерийского полка этой дивизии участвовал в походе Красной армии в Западную Белоруссию. В июле 1940 года был назначен командиром 5-го мотострелкового полка 5-й танковой дивизии 3-го механизированного корпуса в составе вновь сформированного ПрибОВО. В начале июня 1941 года полковник Карапетян был переведен заместителем командира 183-й стрелковой дивизии 24-го стрелкового корпуса сформированной в округе 27-й армии.

### Великая Отечественная война
В начале войны Карапетян в той же должности на Северо-Западном фронте. С началом боевых действий дивизия, будучи сокращенного состава, была выведена на отмобилизование. После пополнения личным составом, вооружением и техникой в начале июля она в составе корпуса вновь вошла в 27-ю армию Северо-Западного фронта и участвовала в оборонительных операциях на реке Великая. После гибели полковника П. Н. Тупикова со 2 июля 1941 года Карапетян вступил в командование этой дивизией.
В сентябре 1941 года Карапетян назначен начальником отдела боевой подготовки 11-й армии. С декабря 1941 года по апрель 1942 года находился на учебе в Высшей военной академии им. К. Е. Ворошилова, затем был назначен командиром 174-й стрелковой дивизии Воронежского фронта. Из аттестации: «Полковник Карапетян является энергичным и опытным командиром. Под его командованием дивизия стоит на первом счету среди частей армии. 18 июля, совершив 250-км марш, дивизия с ходу вступила в бой с противником в районе с. Петропавловское, 6 августа форсировала р. Дон и 11 августа овладела г. Коротояк. За период боев с 18 июля по 12 августа частями дивизии были разбиты 75-я пехотная дивизия немцев, 1-я пехотная венгерская дивизия, уничтожено при этом более 19 тысяч солдат и офицеров, много техники…» За проявленную отвагу в боях, стойкость и мужество 10.10.1942 дивизия преобразована в 46-ю гвардейскую и включена в состав 5-го гвардейского корпуса Калининского фронта. К 12 ноября 1942 года она сосредоточилась в районе Ольховка, Лосочи, Никулино Калининской области. С 24 ноября ее части в составе 3-й ударной армии участвовали в Великолукской наступательной операции. Понеся тяжелые потери в наступательных боях, они с 6 декабря перешли к обороне на рубеже Отрепки, Платоново, Лескино. С июля 1943 года дивизия оборонялась на рубеже Гущино, Островиты, Новосёлки, Мочилово и до 1 октября прочно удерживала занимаемые позиции. В ходе начавшейся Невельской наступательной операции она, сдав полосу обороны подразделениям 5-го УРа и совершив марш, 6 октября была введена в прорыв с задачей нанести вспомогательный удар в направлении ст. Опухлики и выйти на реке Балаздынь. К 10 октября эта задача была выполнена. В последующем до февраля 1944 года ее части вели наступательные и оборонительные бои в этом районе.
7 февраля 1944 года генерал-майор Карапетян был назначен командиром 146-й стрелковой дивизии. До 25 марта она находилась в обороне на рубеже Лаухино, Худобелкино. Затем, совершив марш в условиях бездорожья, части дивизии овладели важным опорным пунктом противника на р. Великая — Печане и с 22 апреля перешли к обороне на рубеже Каморы, Чуй, Новый Путь. В июле ее части в составе 1-й ударной армии, прорвав сильно укрепленную оборону противника и совершив обходной маневр, 21 июля овладели городом Остров. За проявленное в этих боях личным составом мужество ей было присвоено почетное наименование «Островская». Развивая наступление, в ходе Псковско-Островской наступательной операции, дивизия вступила на территорию Латвии, где была выведена во второй эшелон и до конца августа занималась доукомплектованием и боевой подготовкой. С конца августа 1944 года она приняла участие в Тартуской и Рижской наступательных операциях. За овладение городом Тарту (26.8.1944) дивизия была награждена орденом Красного Знамени. В октябре она была передислоцирована в район м. Вегеряй (Литва). Затем, перейдя в наступление, прорвала укрепленную оборону противника и ко 2 ноября вышла в район Джерниски, Земтури. В декабре 1944 года она была передислоцирована в Польшу (ст. Мрозы), где вошла в состав 1-го Белорусского фронта. С января 1945 года ее части участвовали в Висло-Одерской наступательной операции. В ходе Восточно-Померанской наступательной операции они в составе 3-й ударной армии вели боевые действия по ликвидации окруженной группировки противника в городе Торн, форсировали реку Драге и 4 марта 1945 года овладели городом Драмбург. В апреле — мае дивизия вела тяжелые наступательные бои на подступах к Берлину. За мужество и героизм, проявленные при овладении Берлином, она была награждена орденом Суворова 2-й степени.
За время войны комдив Карапетян был три раза персонально упомянут в благодарственных в приказах Верховного Главнокомандующего.

### Послевоенное время
После войны генерал-майор Карапетян продолжал командовать 146-й стрелковой дивизией (с февраля 1946 г. — в составе КВО). После ее расформирования в августе 1946 года был назначен начальником отдела боевой и физической подготовки 7-й гвардейской армии ЗакВО.
В мае 1948 года генерал-майор Карапетян уволен в отставку. Скончался 9 февраля 1954 года в Ереване.

## Награды
- орден Ленина (21.02.1945)[3]
- три ордена Красного Знамени (28.10.1943[4], 22.07.1944[5], 03.11.1944[3])
- орден Суворова II степени (29.05.1945)[6]
- орден Кутузова II степени (08.02.1943)[7]

медали в том числе:
- - «XX лет Рабоче-Крестьянской Красной Армии» (1938)
  - «За победу над Германией в Великой Отечественной войне 1941—1945 гг.» (16.08.1945)[8]
  - «За взятие Берлина» (25.12.1945)[9]
  - «За освобождение Варшавы» (1945)

Приказы (благодарности) Верховного Главнокомандующего в которых отмечен С. И. Карапетян.
- За овладение штурмом городом Остров — крупным узлом коммуникаций и мощным опорным пунктом обороны немцев, прикрывающим пути к центральным районам Прибалтики. 21 июля 1944 года. № 144.
- За овладение штурмом городом и крупным узлом коммуникаций Тарту (Юрьев-Дерпт) — важным опорным пунктом обороны немцев, прикрывающим пути к центральным районам Эстонии. 25 августа 1944 года № 175.
- За овладение столицей Германии городом Берлин — центром немецкого империализма и очагом немецкой агрессии. 2 мая 1945 года. № 359.